# Ján Vanovič
Ján Vanovič (24. prosince 1856 Dražkovce – 4. září 1942 Turčiansky Svätý Martin) byl slovenský a československý politik a meziválečný poslanec Národního shromáždění za Slovenskou národní a rolnickou stranu, respektive za Republikánskou stranu zemědělského a malorolnického lidu (agrárníky).

## Biografie
Vystudoval právo v Bratislavě a Budapešti, od roku 1886 působil jako advokát v Martině. Dlouhodobě se angažoval v Matici slovenské. V letech 1931–1939 byl jejím předsedou. Už v 3. třetině 19. století patřil mezi nejvýznamnější politiky Slovenské národní strany. Před rokem 1918 byl členem Muzeální slovenské společnosti. Patřil mezi signatáře Martinské deklarace.
Podle údajů k roku 1920 byl profesí advokátem v Turčianském Svätém Martině.
V letech 1919–1920 zasedal v Revolučním národním shromáždění. Usedl sem na 30. schůzi v únoru 1919. Byl členem Slovenského klubu (slovenští poslanci Revolučního národního shromáždění se ještě nedělili podle stranických frakcí). V parlamentních volbách v roce 1920 získal za Slovenskou národní a rolnickou stranu poslanecké křeslo v Národním shromáždění. Strana později splynula s Republikánskou stranou zemědělského a malorolnického lidu (agrárníky).
V letech 1922–1938 byl generálním dozorcem evangelické církve na Slovensku.